# Formicinis
Els formicinis (Formicini) són una tribu de formigues dins la subfamília Formicinae.

## Gèneres
La tribu dels formicinis inclou els següents gèneres:
Gèneres actuals
- Alloformica Dlussky, 1969
- Bajcaridris Agosti, 1994
- Cataglyphis Foerster, 1850
- Formica Linnaeus, 1758
- Iberoformica Tinaut, 1990
- Polyergus Latreille, 1804
- Proformica Ruzsky, 1902
- Rossomyrmex Arnoldi, 1928

Gèneres fòssils
- †Cataglyphoides Dlussky, 2008
- †Conoformica Dlussky, 2008
- †Glaphyromyrmex Wheeler, 1915
- †Leucotaphus Donisthorpe, 1920
- †Protoformica Dlussky, 1967